# Zgodovina Sovjetske zveze
Zgodovina Sovjetske Rusije in Sovjetske zveze vključuje obdobje sprememb tako za Rusijo kot za celoten svet. Čeprav sta izraza »Sovjetska Rusija« in »Sovjetska zveza« pogosto sopomenki v vsakdanjem govoru (bodisi za priznavanje prevlade Rusije nad Sovjetsko zvezo ali sklicevanje na Rusijo v času Sovjetske zveze), se nanaša »Sovjetska Rusija« pogosto posebej na nekaj let med oktobrsko revolucijo leta 1917 in ustanovitvijo Sovjetske zveze leta 1922.
Pred letom 1922 so obstajale štiri neodvisne sovjetske republike: Ruska sovjetska federativna socialistična republika, Ukrajinska sovjetska socialistična republika, Beloruska SSR in Zakavkaška SFSR. Te štiri republike so postale prve zvezne republike Sovjetske zveze, kasneje (1924/25) pa sta se jim pridružili Ljudska sovjetska republika Buhara in Ljudska sovjetska republika Horezm leta 1924. Med drugo svetovno vojno in takoj po njej so različne sovjetske republike priključile dele držav v vzhodni Evropi in Ruska SFSR je priključila Ljudsko republiko Tuva, Japonskemu cesarstvu pa je odvzela Južni Sahalin in Kurilske otoke. ZSSR je priključila tudi tri države ob Baltskem morju in tako ustvarila tri nove republike: Litovsko SSR, Latvijsko SSR in Estonsko SSR. Sčasoma je nacionalna razmejitev v Sovjetski zvezi povzročila nastanek več novih republik na ravni države po etničnih linijah, pa tudi organizacijo avtonomnih etničnih regij (avtonomnih republik, avtonomnih oblasti, avtonomnih okrajev) znotraj Rusije.
ZSSR je v naslednjem obdobju pridobivala in izgubljala vpliv na druge komunistične države. Okupacijska sovjetska vojska je omogočila ustanovitev komunističnih satelitskih držav po drugi svetovni vojni v srednji in vzhodni Evropi. Te so bile vključene v Varšavski pakt in so vključevale (sprva tudi Ljudsko socialistično republiko Albanijo), Ljudsko republiko Bolgarijo, Češkoslovaško socialistično republiko, Vzhodno Nemčijo, Madžarsko ljudsko republiko, Poljsko ljudsko republiko in Socialistično republiko Romunijo. V šestdesetih letih dvajsetega stoletja je prišlo do sovjetsko-albanskega spora, kitajsko-sovjetskega spora in destalinizacije komunistične Romunije; invazija Varšavskega pakta leta 1968 na Češkoslovaško je razdelila komunistično gibanje. Revolucije leta 1989 so končale komunistično vladavino v satelitskih državah.  
Napetosti z osrednjo vlado so vodile do tega, da so konstitutivne republike od leta 1988 razglasile neodvisnost, kar je povzročilo popolen in dokončen razpad Sovjetske zveze, ki se je zgodil po neuspelem državnem udaru leta 1991.

## 1917–1927
Prvotna filozofija države je temeljila predvsem na delih nemških filozofov Karla Marxa in Friedricha Engelsa. V svojem bistvu je Marxova teorija navajala, da so gospodarski in politični sistemi šli skozi neizogibno evolucijo v obliki, po kateri bi sedanji kapitalistični sistem zaradi svojih notranjih protislovij propadel, nadomestila pa ga bi socialistična država, kjer bo proletariat držal državno oblast. Socializem bi pa sčasoma nadomestila brezdržavna in brezrazredna družba, kar je Marx imenoval »čisti komunizem«. 
Prevladujoča socialistična stranka, Ruska socialdemokratska laburistična stranka (RSDLP), je bila ustanovljena po marksistični ideologiji. Od leta 1903 se je stopnjevala vrsta razcepov v stranki med dvema glavnima voditeljema: boljševiki (kar pomeni »večina«) na čelu z Vladimirjem Leninom in menševiki (kar pomeni »manjšina«) pod vodstvom Julija Martova. Vse do leta 1912 sta obe skupini ostali združeni pod imenom »RSDLP«, vendar so velike razlike med Leninovimi in Martovovimi nazori pripeljali do dokončnega razkola. Ne samo, da sta se ti skupini borili med seboj, ampak sta imeli tudi skupne sovražnike, zlasti tiste, ki so poskušali vrniti carja na oblast. Po februarski revoluciji leta 1917 so menjševiki prevzeli nadzor nad Rusijo in ustanovili začasno vlado, vendar je to trajalo le nekaj mesecev, dokler niso boljševiki prevzeli oblast v oktobrski revoluciji istega leta, znani tudi kot velika oktobrska socialistična revolucija. 
Pod partijskim nadzorom je bila zatrta vsa politika in stališča, ki niso bili v skladu z Rusko komunistično partijo, pod predpostavko, da je RCP predstavljala proletariat in da so bile vse dejavnosti v nasprotju s prepričanjem stranke »kontrarevolucionarne« ali »protisocialistične«. Leta 1917 je Sovjetska zveza dosegla mir z osrednjimi silami, njihovimi sovražniki v prvi svetovni vojni, a se je borila tudi v ruski državljanski vojni proti Beli armadi in tujim vojskam iz Združenih držav Amerike, Združenega kraljestva in Francije. To je povzročilo velike teritorialne spremembe, čeprav začasne za nekatere od teh. Ruska komunistična partija je sčasoma zatrla vse nasprotnike in je hitro razširila sovjetsko pravilo in se uveljavila po vsej Rusiji. 30. decembra 1922 je bila razglašena ustanovitev Sovjetske zveze, prve komunistične države. Po Leninovi smrti leta 1924 je Josif Stalin, že dotlej generalni sekretar KPSZ, postopoma postal Leninov naslednik in v približno petih letih sam prevzel vodenje Sovjetske zveze.

## 1927–1953
Zgodovina Sovjetske zveze med letoma 1927 in 1953 zajema obdobje druge svetovne vojne in zmage proti nacistični Nemčiji, medtem ko je ZSSR ostala pod nadzorom Josifa Stalina. Ker je industrija v Sovjetski zvezi še vedno bila nerazvita, je do druge svetovne vojne trajalo obdobje hitre industrializacije. To je potekalo v obliki petletk. V prvi petletki so elektrificirali državo, razvili težko industrijo in kolektivizirali zemljo. V drugi so razvili železnice. V tretji pa so razvili vojaško industrijo, a je bila prekinjena zaradi Nemškega napada na Sovjetsko zvezo. Stalinova moč v partiji in državi je bila vzpostavljena in se je sčasoma razvila v Stalinov kult osebnosti, sovjetsko tajno policijo in množično mobilizacijo. Komunistična partija je bila eno glavnih Stalinovih orodij pri oblikovanju sovjetske družbe. Kolektivizacija je potekala v času prve petletke, in njen namen je bil spremeniti večja kmetijska zemljišča v kolektivne (Kolhoze) ali državno upravljane kmetije (Sovhoze). Cilji kolektivizacije so bili večja proizvodnja kmetijskih izdelkov in bolj pravična porazdelitev pridelkov. 
Druga svetovna vojna, v Sovjetski zvezi znana kot »velika domovinska vojna«, je opustošila velik del ZSSR, pri čemer je približno ena od treh smrti v drugi svetovni vojni predstavljala državljana Sovjetske zveze. Po drugi svetovni vojni so vojske Sovjetske zveze zasedle srednjo in vzhodno Evropo, kjer so oblast prevzele socialistične vlade. Leta 1949 se je začela hladna vojna med zahodnim blokom in vzhodnim (sovjetskim) blokom, pri čemer je Varšavski pakt v Evropi postavil proti Natu. Po letu 1945 Stalin ni neposredno sodeloval v nobeni vojni. Stalin je z svojim vodstvom nadaljeval do svoje smrti leta 1953. 

## 1953–1964
V Sovjetski zvezi je v enajstletnem obdobju od smrti Josifa Stalina (1953) do politične odstavitve Nikite Hruščova (1964) v nacionalni politiki prevladovala hladna vojna; ideološki boj ZDA in ZSSR za planetarno prevlado svojih družbeno-ekonomskih sistemov in obrambo hegemoničnih sfer vpliva. Kljub temu se je od sredine petdesetih let dvajsetega stoletja, kljub temu, da se je Komunistična partija Sovjetske zveze (KPSZ) odrekla stalinizmu, politični kulturi stalinizma – vsemogočnemu generalnemu sekretarju, protitrockizmu, petletnemu načrtnemu gospodarstvu (post-nova ekonomska politika) in zavračanje tajnih protokolov pakta Molotov-Ribbentrop – je ostala značaj sovjetske družbe vse do pristopa Mihaila Gorbačova kot vodje KPSZ leta 1985. Leto 1953 je bilo za Sovjetsko zvezo tudi prelomno leto, ko je Hruščov po svojem prihodu na oblast uvedel vrste reform, znanih kot destalinizacija, v kateri so "liberalizirali" (spremenili) stalinistični sistem, odstranili so Stalinove spomenike, njegovo ime so odstranili iz krajev, stavb in himne. Tri leta pozneje je Hruščov na 20. kongresu KPSZ imel tajni govor, v katerem je razkril Stalinove zločine in obsodil stalinizem. 

## 1964–1982
Zgodovina Sovjetske zveze od 1964 do 1982, imenovana Brežnjevska doba, zajema obdobje vladavine Leonida Brežnjeva v Zvezi sovjetskih socialističnih republik (ZSSR). To obdobje se je začelo z visoko gospodarsko rastjo in hitro blaginjo, končalo pa se je z veliko šibkejšo Sovjetsko zvezo, ki se je soočala z družbeno, politično in gospodarsko stagnacijo. Povprečni letni dohodek je stagniral, ker potrebne gospodarske reforme niso bile nikoli v celoti izvedene.
Nikita Hruščov je bil 14. oktobra 1964 odstavljen z mesta prvega sekretarja Centralnega komiteja Komunistične partije Sovjetske zveze (KPSZ) in predsednika Sveta ministrov zaradi neuspešnih reform in neupoštevanja partijskih in vladnih institucij. Brežnjev je zamenjal Hruščova kot prvi sekretar, Aleksej Kosigin (1904-80) pa ga je zamenjal kot predsednik Sveta ministrov. Anastas Mikojan in pozneje Nikolaj Podgorni sta postala predsednika predsedstva vrhovnega sovjeta. Skupaj z Andrejem Kirilenkom kot organizacijskim sekretarjem in Mihailom Suslovom kot glavnim ideologom in kadrovikom sta sestavljala oživljeno kolektivno vodstvo, ki je bilo po svoji obliki zamenjala avtokracijo, ki je bila značilna za Hruščovovo vladavino zadnjih (6-7) let. 
Kolektivno vodstvo si je najprej prizadevalo stabilizirati Sovjetsko zvezo in umiriti sovjetsko družbo, kar jim je uspelo izpolniti. Poleg tega so poskušali pospešiti gospodarsko rast, ki se je v zadnjih letih Hruščovega vladanja močno upočasnila. Leta 1965 je Kosygin sprožil več reform za decentralizacijo sovjetskega gospodarstva. Po začetnem uspehu pri ustvarjanju gospodarske rasti so privrženci v stranki zaustavili reforme, saj so se bali, da bi oslabili prestiž in moč stranke. V času Brežnjeva niso bile izvedene nobene druge radikalne gospodarske reforme, gospodarska rast pa je začela stagnirati v začetku do sredine sedemdesetih let. Po Brežnjevovi smrti leta 1982 se je sovjetska gospodarska rast po mnenju več zgodovinarjev skoraj ustavila.
Politika stabilizacije, ki je nastala po odstavitvi Hruščova, je vzpostavila vladajočo gerontokracijo, politična korupcija pa je postala normalen pojav. Brežnjev pa nikoli ni sprožil obsežnih protikorupcijskih kampanj. Zaradi velike vojaške kopičenja v šestdesetih letih dvajsetega stoletja se je Sovjetska zveza v času Brežnjevove vladavine lahko utrdila kot velesila. Obdobje se je končalo z Brežnjevovo smrtjo 10. novembra 1982.
Medtem ko so se vsa modernizirana gospodarstva po letu 1965 hitro premikala k informatizaciji, je ZSSR vedno bolj zaostajala. Odločitev Moskve, da se zgleduje po IBM/360 iz leta 1965, se je izkazala za odločilno napako, saj je znanstvenike zaklenila v sistem, ki ga niso mogli izboljšati, tako da je postopoma postal zastarel. Imeli so ogromne težave pri zanesljivi in količinski izdelavi potrebnih čipov, pri programiranju delujočih in učinkovitih programov, pri usklajevanju povsem ločenih operacij in pri zagotavljanju podpore uporabnikom računalnikov.
Ena največjih prednosti sovjetskega gospodarstva so bile njene ogromne zaloge nafte in plina; Svetovne cene nafte so se med naftno krizo 1973–74 po štirikrat povečale in v letih 1979–81 ponovno narasle, zaradi česar je energetski sektor postal glavno gonilo sovjetskega gospodarstva in je bil uporabljen za pokrivanje številnih slabosti. Na neki točki je sovjetski premier Aleksej Kosygin povedal vodji proizvodnje nafte in plina: »S kruhom so stvari slabe. Dajte mi 3 milijone ton [nafte] več kot načrt.« pred tremi desetletji, leta 2007 je napisal:
Trda valuta iz izvoza nafte je zaustavila naraščajočo krizo oskrbe s hrano, povečala uvoz opreme in potrošniškega blaga, zagotovila finančno osnovo za oboroževalno tekmo in doseganje jedrske paritete z ZDA ter omogočila realizacijo tako tveganih tujih držav politične akcije, kot je vojna v Afganistanu.

## 1982–1991
Zgodovina Sovjetske zveze od 1982 do 1991 zajema obdobje od smrti in pogreba Leonida Brežnjeva do razpada Sovjetske zveze. Zaradi let krepitve sovjetske vojaške sile na račun domačega razvoja je gospodarska rast upadla. Neuspešni poskusi reform, mirovanje gospodarstva in uspeh Združenih držav Amerike proti silam Sovjetske zveze v vojni v Afganistanu so vodili k splošnemu občutku nezadovoljstva, zlasti v baltskih republikah in vzhodni Evropi.
Brežnjeva je kot generalni sekretar KPSZ (in tudi šef države) nasledil Jurij Andropov, dolgoletni šef KGB, njega pa že 1984, spet le za eno leto, Konstantin Černenko.
Večje politične in družbene svoboščine, ki jih je uvedel zadnji sovjetski voditelj Mihail Gorbačov, so ustvarile vzdušje odprte kritike sovjetske vlade. Dramatični padec cene nafte v letih 1985 in 1986 je močno vplival na dejanja sovjetskega vodstva.
Nikolaja Tihonova (1905-95), predsednika Sveta ministrov, je že 1985 nasledil Nikolaj Rižkov (1929-2024), Vasilija Kuznjecova (1901-90), vršilca dolžnosti predsednika predsedstva prezidija vrhovnega sovjeta, pa je nasledil Andrej Gromiko, nekdanji dolgoletni minister za zunanje zadeve, ki je imel ključno vlogo pri Gorbačovovem imenovanju. 
Več sovjetskih socialističnih republik se je začelo upirati centralnemu nadzoru in vse večja demokratizacija je vodila v oslabitev centralne oblasti. Trgovinska vrzel ZSSR je postopoma praznila blagajno unije, kar je vodilo v končni bankrot. Neuspel državni udar avgusta 1991 je povzočil dokončni razpad, saj so se dotedanje zvezne republike začele medsebojno povezovati in dogovarjati, tako da je bil 25. decembra 1991 Mihail Gorbačov prisiljen odstopiti kot predsednik države in s tem razglasil razpad Sovjetske zveze. Ruska federacija, katere predsednik je bil že takrat Boris Jelcin, je postala njena glavna naslednica v mendarodnopravnem oziru.